# Roxy & Elsewhere
Roxy & Elsewhere ist ein Musikalbum von Frank Zappa und The Mothers of Invention. Es erschien 1974 auf dem Discreet-Label und wird dem Progressive-Rock-Genre zugerechnet.

## Inhalt
Roxy & Elsewhere ist das zwölfte Album der Mothers of Invention. Es handelt sich um einen Live-Mitschnitt, die meisten Stücke wurden im titelgebenden Roxy Theatre (West Hollywood) in Los Angeles aufgenommen. Bei den „Elsewhere“-Stücken handelt es sich um Son of Orange County, Trouble Every Day und Penguin in Bondage, die im Auditorium Theatre in Chicago und im Edinboro State College in Pennsylvania aufgenommen
wurden. Die meisten Kompositionen wurden auf dem Album erstmals veröffentlicht, lediglich More Trouble Every Day (Album Freak Out!) war schon früher erschienen.
Musikalisch bietet das Album Progressive Rock und Rock, auch Jazz-Elemente klingen an. Es enthält mit Echidna’s Arf (Of You) und Don’t You Ever Wash That Thing? zwei virtuos gespielte Instrumentalstücke. In dem Stück Be-Bop Tango (of the old Jazzmen’s Church) findet sich auch eine für Zappas Konzerte im englischsprachigen Raum typische Publikumsbeteiligung („audience participation“). Diese Komposition enthält außerdem das bekannte Zappazitat „Jazz is not dead, it just smells funny“ (Jazz ist nicht tot, er riecht nur komisch).
Das Album enthält darüber hinaus drei kurze humoristische Ansprachen Zappas ans Konzertpublikum („Preambles“), die die Inhalte und die Umstände des Zustandekommens der jeweils folgenden Kompositionen (Penguin in Bondage, Village of the Sun, Cheepnis) erklären sollen. Im Gegensatz zu den früheren Vinylausgaben führen die CD-Fassungen diese Einleitungen nicht in der Trackliste auf. Das Stück Cheepnis ist eine Parodie auf ‚billige‘ Spielfilme wie It Conquered the World aus dem Jahr 1956, dessen Hauptfigur, ein außerirdisches Monster, als „inverted ice-cream cone“ charakterisiert wird.

## Titelliste
Soweit nicht anders angegeben, wurden alle Musikstücke von Frank Zappa komponiert.
1. Penguin in Bondage (6:48) – parodistischer Song über „experimentelle“ Sexualpraktiken.
2. Pygmy Twylyte (2:12) – Satire über das Gefühlsleben eines busreisenden Drogenabhängigen auf Entzug.
3. Dummy Up (6:03) (Zappa/Simmons/Brock) – Glosse auf Naivität; ein leichtgläubiger Musiker (dargestellt von Napoleon Murphy Brock) wird im Bühnendialog dazu animiert, eine kleingeschnittene, getragene Socke, eingerollt in ein Abschlusszeugnis, als Droge zu rauchen.
4. Village of the Sun (4:17) – autobiografischer Song über das Leben in der südkalifornischen Kleinstadt Sun Village (gelegen im Antelope Valley, nahe den Städten Palmdale und Lancaster im Los Angeles County).
5. Echidna’s Arf (of You) (3:53) – Instrumentalstück.
6. Don’t You Ever Wash That Thing? (9:40) – Instrumental. Mit Live-Kommentaren über die Perkussionistin Ruth Underwood.
7. Cheepnis (6:31) – Parodie auf billig produzierte Monster-Spielfilme der 1950er-Jahre. Erzählt wird der Kinobesuch des Films It Conquered the World (mit dem Monster Frunobulax).
8. Son of Orange County (5:53) – satirische Seitenhiebe auf die Politik von US-Präsident Richard Nixon (mit Nixon-Originalzitat: “I am not a crook” – „Ich bin kein Gauner“).
9. More Trouble Every Day (6:00) – sozialkritische Betrachtung des Watts-Aufruhrs von 1965 in Los Angeles.
10. Be-Bop Tango (of the Old Jazzmen’s Church) (16:41) – rhythmisch komplexe Tango-Parodie mit Publikumsbeteiligung.

## Besetzung
- Frank Zappa – E-Gitarre, Gesang
- Jeff Simmons – E-Gitarre, Gesang
- Tom Fowler – E-Bass
- George Duke – Keyboard, Synthesizer, Gesang
- Ruth Underwood – Perkussion
- Napoleon Murphy Brock – Tenorsaxophon, Flöte, Gesang
- Bruce Fowler – Posaune
- Walt Fowler – Trompete
- Chester Thompson – Schlagzeug
- Ralph Humphrey – Schlagzeug